# Quesnelia alborosea
Quesnelia alborosea é uma planta pertencente à família Bromeliaceae que é endêmica do Brasil, ocorrendo apenas nas Florestas Costeiras da Bahia.